# 大列車強盗団
『大列車強盗団』（だいれっしゃごうとうだん、Robbery）は、1967年のイギリスの映画。1963年に実際に起った列車強盗事件を基に、脚色を加えて映画化した作品。ピーター・イェーツが監督し、スタンリー・ベイカーが主演した。
スティーブ・マックイーンは本作冒頭でのカーチェイスを見たことで、『ブリット』の監督にイェーツを抜擢した。

## ストーリー
警部のラングドンは、宝石強奪グループの1人ジャックを逮捕。仲間の名前を白状させようとするが、ジャックは全く口を割ろうとしない。首魁はポールで、彼は新たな強盗を計画。宝石強奪はその資金を得るために行われたものだった。ポールは郵便列車のスケジュールを把握。苦労して手下達を集め、列車強盗を敢行。ポールは紙幣を見分けるためロビンソンという男を脱獄させた上で手下に加えていたが、ラングドンはロビンソン脱獄とポールを結び付けて考えることができず、初動捜査に失敗。手下達の大半は逮捕されたものの、ポールは国外へ逃亡した。

## キャスト
| 役名                     | 俳優                   | 日本語吹替                            |
| 役名                     | 俳優                   | フジテレビ版                          |
| ------------------------ | ---------------------- | ------------------------------------- |
| ポール・クリフトン       | スタンリー・ベイカー   | 納谷悟朗                              |
| ケイト・クリフトン       | ジョアンナ・ペティット | 此島愛子                              |
| ジョージ・ラングドン警部 | ジェームズ・ブース     | 田口計                                |
| デイヴ・エイトキン       | ウィリアム・マーロウ   | 小林清志                              |
| フランク                 | バリー・フォスター     | 柴田秀勝                              |
| ジャック                 | クリントン・グレイン   | 中田浩二                              |
| ロビンソン               | フランク・フィンレー   | 渡部猛                                |
| ベン                     | ジョージ・シーウェル   | 仁内建之                              |
| ダン                     |                        | 村松康雄                              |
| ケン                     |                        | 日高晤郎                              |
| ピーター                 |                        | 飯塚昭三                              |
| ジェフ                   |                        | 宮内幸平                              |
| フレディ                 |                        | 石森達幸                              |
| 部長                     |                        | 上田敏也                              |
| 機関士                   |                        | 曾我部和行                            |
| ヘンリー                 |                        | 桑原たけし                            |
| 女教師                   |                        | 藤夏子                                |
| 受付係                   |                        | 原えおり                              |
|                          |                        |                                       |
| 演出                     | 演出                   | 田島荘三                              |
| 翻訳                     |                        |                                       |
| 効果                     |                        |                                       |
| 調整                     | 調整                   | 杉原日出弥                            |
| 制作                     | 制作                   | トランスグローバル                    |
| 解説                     | 解説                   | 高島忠夫                              |
| 初回放送                 | 初回放送               | 1975年11月21日 『ゴールデン洋画劇場』 |

## スタッフ
- 監督：ピーター・イェーツ
- 製作：マイケル・ディーリー、スタンリー・ベイカー
- 製作総指揮：ジョセフ・E・レヴィン
- 原案：ジェラルド・ウィルソン
- 脚本：エドワード・ボイド、ピーター・イェーツ、ジョージ・マークスタイン
- 撮影：ダグラス・スローカム
- 編集：レジナルド・ベック
- 音楽：ジョニー・キーティング